# Abu Hamza al-Muhajir
Abu Hamza al-Muhajir (Arabisch: أبو حمزة المهاجر) (Circa 1967 – nabij Tikrit, 18 april 2010) was de leider van Al Qaida in Irak. Op 12 juni 2006 verscheen er een bericht op een door Al Qaida gebruikt internetforum waarin Abu Hamza al-Muhajir werd benoemd als de opvolger van de op 7 juni 2006 gedode Abu Musab al-Zarqawi. Ayman al-Zawahiri, de tweede man van het Al Qaida-netwerk, noemde in een interview met As-Sahab de dood van Abu Musab al-Zarqawi een verlies en een tegenslag voor Al Qaida maar zei dat Abu Hamza al-Muhajir in Irak de strijd zou doorzetten tot de laatste Amerikaan uit Irak vertrokken is.
De identiteit van Abu Hamza al-Muhajir is onbekend, maar het is mogelijk een pseudoniem voor de Egyptenaar Abu Ayyub al-Masri (Arabisch: أبو أيوب المصري).
De eerste wapenfeiten van Abu Hamza al-Muhajir zijn tijdens de Bosnië-oorlog waar hij als zogenaamd hulpverlener werkte, maar moedjahedienleider was tegen de Bosnische Serviërs.
Net als Zarqawi is Abu Hamza al-Muhajir erg anti-sjiitisch en heeft hij de strijd van Al Qaida in Irak tegen de sjiieten voortgezet. Volgens een Al Qaida-website heeft Abu Hamza al-Muhajir persoonlijk twee Amerikaanse soldaten gedood om zijn aanwezigheid bekend te maken. De lichamen van de twee werden later verminkt teruggevonden in Yusufiya (Irak).
Abu Hamza al-Muhajir heeft verschillende audioboodschappen naar buiten gebracht, en in een van de boodschappen maakte hij een claim dat 4000 strijders van Al Qaida in Irak zijn omgekomen sinds de invasie in 2003, maar de 12.000 strijders die Al Qaida in Irak vormden liepen over naar de Islamitische Staat in Irak (ISI, de rechtstreekse voorloper van IS). Abu Hamza al-Muhajir is in het kabinet van de Islamitische Staat Irak uitgeroepen tot minister van Oorlog. Amerikaanse terrorismedeskundigen geloven dat Abu Hamza al-Muhajir de leider was van de Islamitische Staat in Irak.
Op 1 mei 2007 meldden Iraakse media dat Abu Hamza al-Muhajir zou zijn gedood in een gevecht met rivaliserende soennitische stammen nabij Bagdad, maar achteraf bleek het om een andere Al Qaida-leider te gaan.
Op 8 mei 2008 meldde het Iraakse ministerie van Defensie dat de topman van Al Qaida in Irak was gearresteerd.
Dit werd de dag erna tegengesproken door het Amerikaanse leger.
Op 18 april 2010 werd hij gedood door Amerikaanse en Iraakse troepen in de buurt van Tikrit.